# Khaled Selim
Khaled Selim (Koeweit, 6 november) is een Egyptische zanger. Zijn geboortejaar is onbekend maar het is wel zeker dat dit in de jaren 70 was. Naast zanger is hij eveneens componist en filmacteur. In films zingt hij vaak zijn eigen liederen. Hij is dan ook een van de bekendste Egyptische zangers van de Arabische wereld.

## Jeugd
Selim heeft twee oudere broers en één jongere zuster. In de gemeenschap van zijn familie ging hij elk zomervakantie naar Egypte. Van jongs af was hij in muziek geïnteresseerd en wilde hij zanger worden. Samen met zijn ouders luisterde hij graag naar oude, bekende zangers en zangeressen zoals Umm Kulthum, Abdel Halim Hafez, Mohammed Abdel Waheb, Warda e.a. Harmonica was het eerste instrument dat hij bespeelde. Hij begeleidde er zijn lievelingsliederen mee en probeerde zo de juiste toon te zoeken. Zo kwam zijn vader zijn talent op het spoor en hielp hij zijn zoon open te bloeien.
Khaled Selim keerde terug naar Egypte nadat hij de middelbare school had afgerond en begon daar aan de universiteit van Caïro te studeren. Hier vond hij onderdak bij de groep LOL. Tijdens die jaren aan de universiteit groeide hij uit tot de beste zanger van Egypte. Hij kreeg zelfs aanbiedingen om in nacht clubs en hotels te zingen, maar daar deed hij niet aan mee. Hij geloofde niet dat zulke aanbiedingen zijn droom zouden waarmaken. Dus liet hij alles aan het lot over. De liefde is een belangrijk onderwerp in zijn muziek. Dit is ook zo in de films waarin hij acteert. In zijn film Blach ilmalama toont hij duidelijk dat hij niet kan leven zonder zijn vriendin.

## Discografie
- Abelt Eneik
- Ana Habet 1
- Badry El Wad3
- Ley Kol 3ashq Wadn
- Khad El Gamel
- Lalaly
- Wala Laila
- Zalamt
- Ana Ba3tref
- Maa Baad